# Adonisea coreta
Adonisea coreta är en fjärilsart som beskrevs av Achille Guenée 1852. Adonisea coreta ingår i släktet Adonisea och familjen nattflyn. Inga underarter finns listade i Catalogue of Life.